# 7-アミノセファロスポラン酸
7-アミノセファロスポラン酸（7-aminocephalosporanic acid）とは、(6R,7R)-3-{(アセチルオキシ)メチル}-7-アミノ-8-オキソ-5-チア-1-アザビシクロ-{4,2,0}-オクタ-2-エン-2-カルボン酸のことである。

## 解説

7-アミノセファロスポラン酸の線角構造式。

7-アミノセファロスポラン酸の原料としても知られるセファロスポリンCの線角構造式。

### 性質
7-アミノセファロスポラン酸の分子式はC10H12N2O5Sで、分子量は約272.27768 (g/mol)である

。
また、常温常圧では固体であり、融点は約300 ℃である

。

### 用途
7-アミノセファロスポラン酸は、アクレモニウム属の真菌から得られたセフェム系抗菌薬であるセファロスポリンCのアミドを加水分解することによって得ることができる。
こうして得られた7-アミノセファロスポラン酸は、β-ラクタム系抗菌薬の中でも半合成のセフェム系抗菌薬を合成するための出発物質として、しばしば用いられる。なお、同じβ-ラクタム系抗菌薬でも半合成のペニシリン系抗菌薬の合成の際には、出発物質として7-アミノセファロスポラン酸ではなく6-アミノペニシラン酸を主に用いる。